# حرشاء
الكرنب التورنفورتي أو العسلوز أو الحرشاء أو خردل بري (باللاتينية: Brassica tournefortii) نوع نباتي من جنس الكرنب من الفصيلة الصليبية.

## البيئة والانتشار
موطنه كل مناطق الوطن العربي بما في ذلك المشرق العربي والمغرب العربي والجزيرة العربية ووادي النيل ومناطق حوض البحر الأبيض المتوسط في جنوب أوروبا.

## الوصف النباتي
هو من النباتات الحولية التي تنتشر بكثرة في الحقول، وله أوراق مسطحة خشنة مفترشة على الأرض بشكل دائري وتخرج من المنتصف ساق ترتفع للأعلى وتخرج منها الفروع و بعض الأوراق الصغيرة، وهي ملساء ناعمة. تظهر في نهاية الفروع أزهار صفراء صغيرة بقطر 3 إلى 4 مم، تتركب هذه الأزهار من أربعة بتلات متعامدة. و عند سقوط الأزهار يظهر مكانها قرون تحمل بذور هذه النبتة. ينمو النبات في جميع أنواع التربة (الرملية و الطينية و المتوسطة) و سواء كانت حمضية أو قاعدية أو متعادلة. إلا أنه يفضل المناطق المشمسة، و لا ينمو في الأماكن الظليلة.

## الاستعمال
يصنع منه في ليبيا أكلة شعبية في فصل الربيع يسمي "كسكسي العسلوز"، وفي بعض البلدان كالهند والصين يستخرج من بذوره زيت يستعمل للأكل.